# Laura Bassi
Laura Maria Caterina Bassi (født 31. oktober 1711 i Bologna, død 20. februar 1778 samme sted) var en italiensk forsker, og den første kvinde til officielt at undervise på et universitet i Europa.

## Liv og virke

### Baggrund
Laura var født ind i en velstående familie, hendes far var advokat. Hun fik privat undervisning og uddannelse i syv år af Gaetano Tacconi, som var en universitetslærer for biologi, naturhistorie og medicin. Hun fik opmærksomhed fra kardinalen Prospero Lambertini som opmuntret hende til at arbejde med videnskab.

### Karriere
Hun blev udnævnt til professor i anatomi i 1731 ved universitetet i Bologna i en alder af 21 år, blev valgt ind i Accademia delle Scienze dell'Istituto di Bologna i 1732, og blev året efter dette valgt som leder i filosofi. I hendes tidligere år blev hendes undervisning begrænset til sporadiske forelæsninger. I 1738 giftede hun sig med Giuseppe Veratti, en akademisk mand som hun fik 12 børn med.

## Skrifter
- G. Cenerelli (udgiver): Lettere inedite alla celebre Laura Bassi scritte da illustri italiani e stranieri, Bologna 1885.
- Giovanni Fantuzzi: Elogio della dottoressa Laura Maria Caterina Bassi Verati, Bologna 1778, wieder abgedruckt in Fantuzzi Notizie degli scrittori bolognesi, Band 1, Bologna 1781
- Elio Melli (udgiver): Epistolario di Laura Bassi Verati. Edizione critica, introduzione e note. Studi e inediti per il primo centenario dell’Istituto Magistrale Laura Bassi. Bologna: STE, 1960
- Alcune lettere di Laura Bassi Veratti al Dottor Flaminio Scarleselli, Bologna, Tipi della volpe al sassi, 1836